# وسام فيتوتاس العظيم
وسام فيتوتاس الكبير هو الجائزة الرئاسية الليتوانية.  يجوز منحها لرؤساء ليتوانيا والدول الأجنبية، فضلاً عن مواطنيها، للخدمات المميزة لدولة ليتوانيا.

## التاريخ
تأسس الوسام في عام 1930 للاحتفال بالذكرى 500 لموت الدوق الليتواني الأكبر فيتوتاس الكبير. تم تصميم شارة النظام، التي تم سكها في ليتوانيا قبل الحرب، من قبل فنان ليتواني يدعى جوناس بوربا. الشارة الصادرة اليوم هي من نفس التصميم.

## الفئات
يتألف وسام فايتوتاس العظيم من خمس فئات:
| 1. جراند كروس                                                    | شريط |
| 2. الصليب الكبير للقائد                                          | شريط |
| 3. صليب القائد                                                   | شريط |
| 4. صليب الضابط                                                   | شريط |
| 5. صليب الفارس                                                   | شريط |
| فئة خاصة من هذه الشارة - وسام فيتوتاس الكبير مع السلسلة الذهبية. | شريط |